# Collesano
Collesano é uma comuna italiana da região da Sicília, província de Palermo, com cerca de 4.254 habitantes. Estende-se por uma área de 108 km², tendo uma densidade populacional de 39 hab/km². Faz fronteira com Campofelice di Roccella, Cerda, Gratteri, Isnello, Lascari, Scillato, Termini Imerese.

## Demografia
| Variação demográfica do município entre 1861 e 2011                               |
|                                                                                   |
| Fonte: Istituto Nazionale di Statistica (ISTAT) - Elaboração gráfica da Wikipedia |